# Xiahou Yang Suanjing

Xiahou Yang Suanjing (Manuel mathématique de Xiahou Yang) est un traité mathématique attribué au mathématicien chinois du cinquième siècle de notre ère, Xiahou Yang (aussi connu comme Hsiahou Yang). Cependant, certains historiens sont d'avis que Xiahou Yang Suanjing n'a pas été écrit par Xiahou Yang. Il est l'un des dix livres faisant partie des Dix Canons du calcul, une collection de textes mathématiques assemblés par Li Chunfeng et utilisé comme mathématiques officielles pour les examens impériaux.
Si peu d'éléments sont connus au sujet de la période de l'auteur, il existe certaines preuves qui établissent de façon plus ou moins concluante la date de l'œuvre. Ceux-ci suggèrent que 468 est la dernière date possible pour l'écriture de cet ouvrage et 425 en est la date la plus ancienne.

## Contenu
Le traité est divisé en trois parties, et ils sont connus comme le plus haut, le milieu et le bas. Le premier chapitre contient 19 problèmes, le deuxième chapitre contient 29 problèmes et le dernier chapitre contient 44 problèmes. Comme dans tous les anciens livres chinois, aucune règle technique n'est donnée, et les problèmes sont suivis des réponses, avec parfois de brèves explications.

### Section 1
Dans la première section les opérations d'addition, de soustraction, de multiplication, de division, et les racines carrées et cubiques sont données. Le travail sur la division est subdivisé en (1) "division ordinaire"; (2) la division par dix, cent, et ainsi de suite," spécialement conçus pour le travail en dendrométrie; (3) la division par simplification" (yo ch'ut). Le dernier problème est comme suit :
« Il y a de 1843 k o, 8 t'ow, 3 ho de riz grossier. Un contrat exige que cela soit échangé pour du riz raffiné au taux de 1 k o, 4 t'ow pour 3 k o. Combien de riz raffiné doit-il être donné ? » La réponse est 860 k o, 534 ho. La solution est donnée comme suit : « Multipliez ce nombre par 1 k o, 4 t'ow et divisez par 3 k o et vous obtenez le résultat ». (1 k o = 10 t'ow = 100 ho).
Les fractions sont également cités, des noms spéciaux étant donné aux quatre plus courantes, comme suit :
{\displaystyle {\frac {1}{2}}} est appelée chung p'an (partie égale)
{\displaystyle \quad {\frac {1}{3}}} est appelée shaw p'an (petite partie)
{\displaystyle \quad {\frac {1}{3}}} est appelée thai p'an (grande partie)
{\displaystyle \quad {\frac {1}{4}}} est appelée joh p'an (faible partie).

### Section 2
Dans la deuxième section, il y a vingt-huit problèmes appliqués relatifs aux impôts, taxes, commissions, et des questions telles que la préoccupation de la répartition par des officiers de l'armée du butin et de l'alimentation (soie, riz, vin, sauce de soja, vinaigre, etc.) parmi leurs soldats.

### Section 3
La troisième section contient quarante-deux problèmes. Les traductions de certains de ces problèmes sont données ci-dessous.
1. « Maintenant, pour 1 livre d'or, on obtient 1 200 pièces de soie. Combien pouvez-vous obtenir pour 1 once ? » Réponse: Pour 1 once vous obtenez exactement 75 pièces. Solution: Prendre le nombre de pièces, diviser par 16 onces, et vous obtiendrez la réponse. (la livre chinoise était divisé en 16 onces.)
2. « Maintenant, vous avez 192 onces de soie. Combien de choo avez-vous ? » Réponse : Quatre mille six cent huit. (Il semble que dans l'obtention de la solution donnée au problème, la livre était divisée en 24 choos).
3. « Maintenant, 2 000 paquets de trésorerie doivent être portés à la ville, au taux de 10 espèces par paquet. Combien seront données au mandarin et combien pour le transporteur ? » Réponse: 1980 paquets et 198 2/101 de trésorerie au mandarin; 19 paquets et 801 98/101 pour le transporteur. Solution: Prendre le nombre total que le dividende, et 1 paquet de plus de 10 espèces comme diviseur.
4. « Avec 3485 onces de soie combien de morceaux de satin peut-on faire, 5 onces étant requises pour chaque pièce ? » Réponse: 697. Solution: Multiplier le nombre d'onces par 2 et décaler d'une rangée. Diviser par 5 permettra également de donner la réponse.
5. « Maintenant, ils construisent un mur, haut de 3 baguettes, 5 pieds de large à la partie supérieure et 15 pieds à la partie inférieure; la longueur est de 100 baguettes. Pour 2 pieds carrés, un homme travaille 1 jour. Combien de jours sont nécessaires ? » Réponse : 75 000. Solution : Prendre la moitié de la somme des largeurs de la partie supérieure et inférieure, multiplier par la hauteur et la longueur; le produit sera le dividende. Comme diviseur, vous pourrez utiliser le carré de la donnée de 2 pieds.